# Chasseurs en forêt
Ne doit pas être confondu avec Le Chasseur dans la forêt.
Chasseurs en forêt (titre original : Hunters in the Forest) est une nouvelle de science-fiction écrite par Robert Silverberg, publiée en octobre 1991 dans le magazine Omni.

## Publications

### Publications aux États-Unis
Aux États-Unis, la nouvelle a notamment été publiée en octobre 1991, dans le magazine Omni puis en 1992 dans le recueil The Ultimate Dinosaur.

### Publications en France
La nouvelle a été publiée :
- en décembre 1992, dans le recueil Thèbes aux cent portes (J'ai lu, no 3227) ;
- dans l'anthologie Mon nom est Titan (2006, éd. J'ai lu, p. 473 à 491).

### Publication au Royaume-Uni
La nouvelle a été publiée dans le recueil Lion Time in Timbuctoo, sorti en mars 2000, chez HarperCollins.

## Résumé
Vivant en 2281 à New Chicago, Mallory est un voyageur temporel qui a payé pour passer 12 heures dans le mésozoïque. Il arrive donc sur cette Terre archaïque peuplée de dinosaures. Pendant plusieurs heures, il parcourt la contrée et chasse le gibier. Il est étonné cependant de ne pas ressentir « la grande excitation » qu'il s'attendait à vivre. Aucun stress, aucune décharge d'adrénaline. S'il a traversé le temps, c'est pour ressentir le grand frisson, pas pour massacrer des animaux préhistoriques idiots ! 
Soudain, au détour d'un sentier, alors qu'il s'apprête à tuer un énorme dinosaure, il rencontre une femme : il s'agit de Jayne Hyland, elle aussi venue de 2281 et de New Chicago. Ils font un bout de chemin ensemble et discutent agréablement. Jayne lui apprend alors qu'elle a décidé de ne pas revenir en 2281 et qu'elle a laissé repartir vide la capsule temporelle : désormais, depuis deux mois, elle vit au mésozoïque, chassant les animaux, vivant à la dure, et se trouvant fort satisfaite de cette vie d'aventure. Elle propose alors à Mallory de rester vivre avec elle : pourquoi ne ferait-il pas comme elle en laissant repartir vide sa capsule temporelle ? Mallory ressent alors le grand stress qu'il avait tant recherché : d'une part il admire de manière folle cette femme qui a décidé de faire le grand saut sans espoir de retour (étant précisé que chaque capsule temporelle ne permet que le transport d'une seule personne et qu'il ne peut pas la ramener au XXIIIe siècle), et se sent très attiré par l'idée de vivre ici dans cette nature sauvage ; d'autre part il aimerait bien revoir son époque d'origine et tout le confort qu'elle permet. 
Le cœur battant à tout rompre, il décide de revenir à son époque, et quitte penaud Jayne, qui d'un air narquois le regarde s'éloigner et regagner sa capsule. Il revient en 2281. 
Quelque temps plus tard, il est invité à une soirée, au cours de laquelle il relate son expédition. Il apprend alors que dans la pièce voisine se trouve un autre voyageur temporel, et on lui suggère d'aller voir ce voyageur. Il constate qu'il s'agit de Jayne Hyland ! Celle-ci lui révèle alors qu'elle avait souscrit la « formule 24 h » et qu'elle était arrivée quelques heures plus tôt, et devait repartir quelques heures plus tard. Elle n'avait jamais eu l'intention de ne pas revenir en 2281, et s'était beaucoup amusée à lui faire gober un énorme bobard. La nouvelle se termine ainsi : « Elle lui fait un large sourire et ajoute doucement : C'était un rêve merveilleux, vous ne trouvez pas ? Il se rapproche d'elle et lui jette un regard froid et dur. Qu'auriez-vous fait si j'avais laissé ma capsule repartir sans moi et que je sois resté en plan, là-bas, à cause de votre merveilleux rêve ? Ou bien n'y avez-vous pas pensé ?  — Je ne sais pas, dit-elle. Je ne sais vraiment pas. Et elle éclate de rire. »

## Autour de la nouvelle
Dans sa préface à cette nouvelle, Silverberg explique que dans ce texte, « comme souvent chez moi, le monstre le plus dangereux n'est pas forcément celui que l'on imaginait ».